# 日高毅
日高 毅（ひだか たけし、1934年12月8日 - ）は、日本のヴァイオリニストである。元東京藝術大学教授。

## 経歴
1934年、台湾生まれ。1953年に東京芸術大学に入学、2年後の1955年にウィーン国立音楽院へ留学しエルンスト・モラヴェッツに師事した。
その後ヨゼフ・シゲティに紹介され、シゲティからオスカー・バックを紹介されてアムステルダムに移ってバックに師事した。ウィーン国立音楽院オーケストラ及びコンツェルトハウス室内管弦楽団のコンサートマスターも務めた。
1960年に帰国すると、翌年東京交響楽団コンサートマスター、1963年には群馬交響楽団のコンサートマスターに就任した。1969年に再びヨーロッパへ渡り、フィンランド・クフモ音楽祭に招待出演する。
1975年にノイエス・トーキョウ・カンマー・オーケストラを主宰して、ソリスト・コンサートマスターとなる。1983年4月から1996年6月に東京芸術大学音楽学部の教授を務めた。現在はアマチュアを中心にヴァイオリン指導をしている。

## ディスコグラフィー
- ベートーヴェン：ヴァイオリン・ソナタ第10番、ブラームス：ヴァイオリン・ソナタ第1番「雨の歌」（1998年）
- リヒャルト・シュトラウス：ヴァイオリン・ソナタ、フランク：ヴァイオリン・ソナタ（1996年）
- ベートーヴェン：ヴァイオリン・ソナタ第9番「クロイツェル」、ブラームス：ヴァイオリン・ソナタ第3番（1991年）